# Bare jysk
Bare jysk er en dansk dokumentarfilm fra 1993 instrueret af Aksel Hald-Christensen.

## Handling
Denne artikel mangler et handlingsreferat. Hjælp os med at skrive det.